# Annibale Caccavello
Annibale Caccavello, né à Naples en 1515 et mort dans les années1570 à Naples, est un sculpteur et architecte italien.

## Biographie

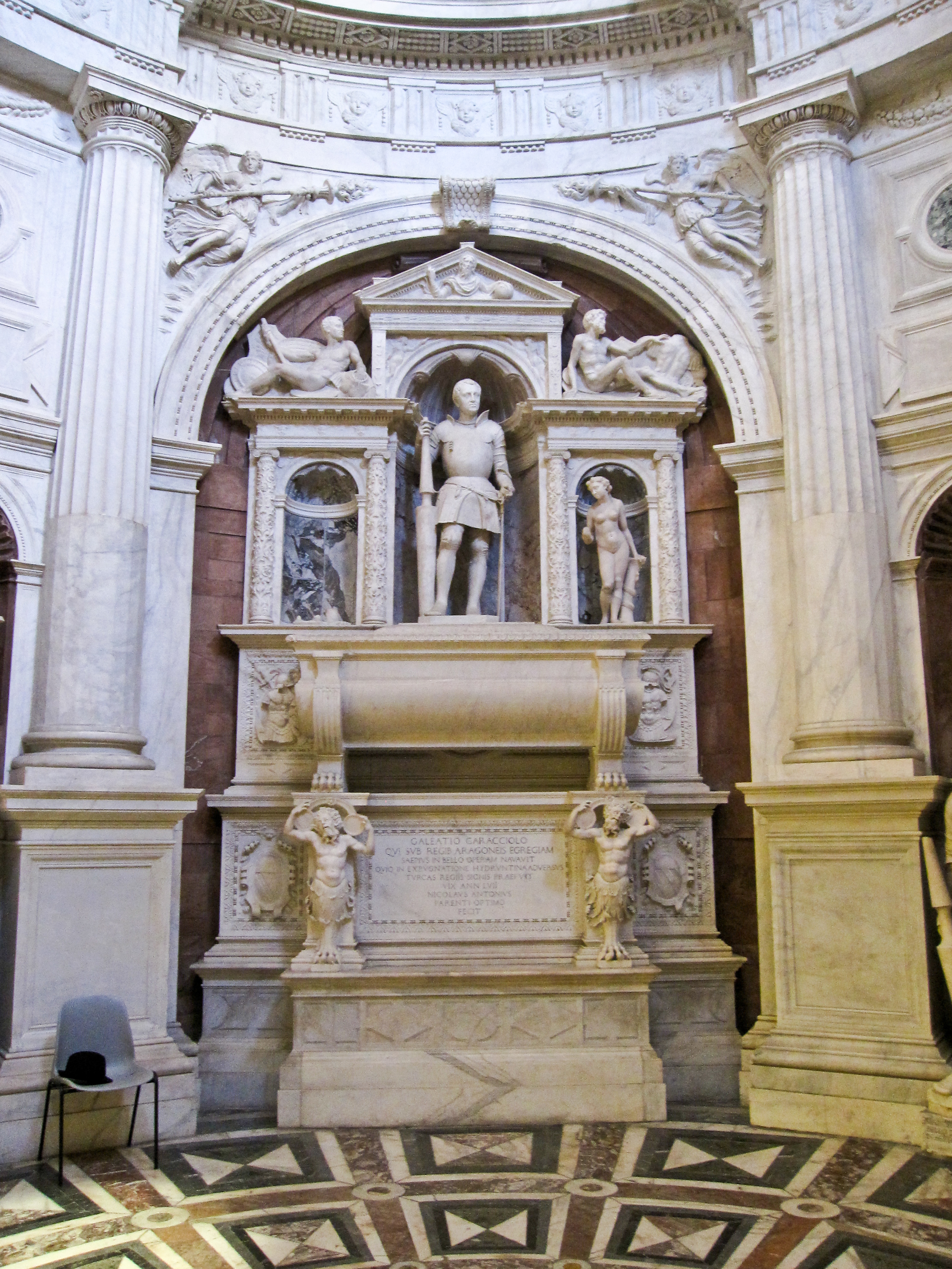
Monument funéraire de la chapelle Caracciolo di Vico

Annibale Caccavello appartient à une famille originaire de Massa Lubrense travaillant le marbre importé de Carrare ; il se passionne dès sa jeunesse pour la sculpture. C'est pour cela que son père l'envoie auprès de Giovanni da Nola dont il devient l'élève avec Giovanni Domenico d'Auria. C'est ce trio qui travaille au célèbre monument funéraire de la chapelle Caracciolo di Vico de l'église San Giovanni a Carbonara. Il est également l'auteur de la statue de saint André Apôtre du monument, ainsi que celles de saint Jean-Baptiste et de saint Augustin. Selon Benedetto Croce, Caccavello se fait rapidement remarquer dans son « tandem » avec d'Auria, comme par exemple pour la fontaine des Quattro del Molo pour laquelle ils sculptent la représentation du Tigre, de l'Euphrate, du Nil et du Gange.
Caccavello a un grand nombre de disciples. C'est lui qui est l'auteur des monuments funéraires d'Odet de Foix et de Pedro Navarro en l'église Santa Maria la Nova ; de la tombe de Porzia Capece Rota en l'église San Domenico Maggiore ; de l'autel (avec la statue de Sainte Marie des Grâces) de l'évêque Luca Rainaldi, conservé aujourd'hui au Museo Campano de Capoue et du tombeau (avec une urne) de Fabrizio Brancaccio, en l'église Santa Maria delle Grazie Maggiore a Caponapoli, qualifié de « chef-d'œuvre » par Camillo Minieri Riccio. Il travaille aussi pour l'église Santa Caterina a Formiello.
Dans les dernières années de sa vie, Caccavello travaille avec les deux autres [Lesquels ?] au monument funéraire de Pierre de Tolède en la basilique San Giacomo degli Spagnoli, réalisant les statues des Vertus théologales.
Comme architecte, il a dessiné avec d'Auria les plans de la chapelle Somma de l'église San Giovanni a Carbonara.